# SB 580
Die Reihe 580 der Südbahngesellschaft (SB) war eine Gebirgs-Schnellzuglokomotive für die Brennerstrecke und die Semmeringbahn. Nachbauten entstanden für die BBÖ und die Griechische Staatsbahn (SEK).

## Geschichte

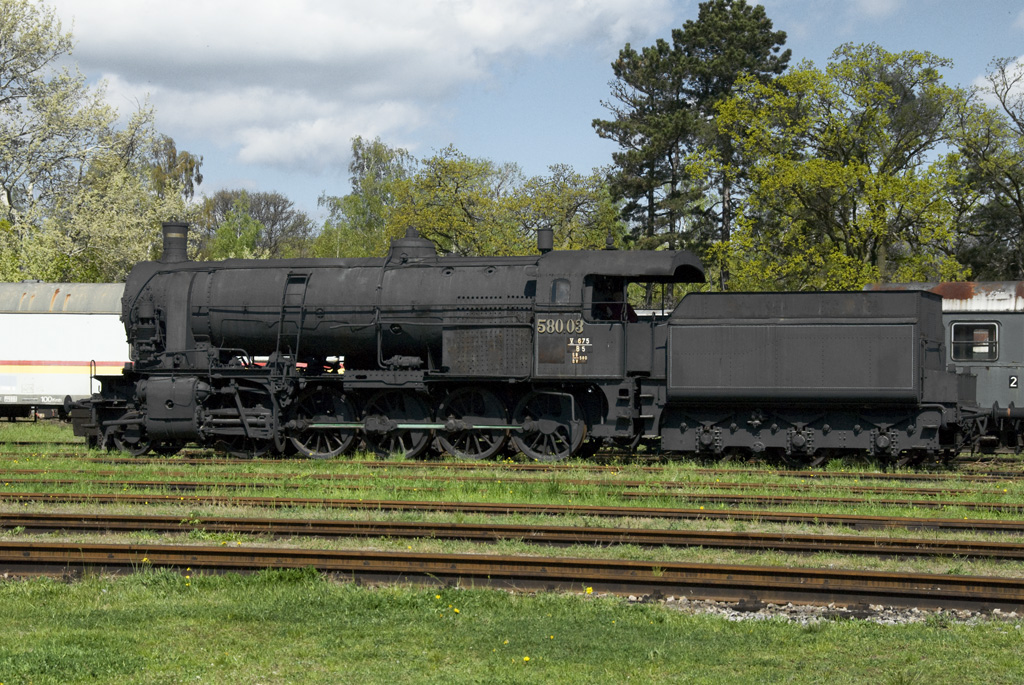
580.03 in Straßhof

Die Südbahn ging ab 1910 von der Anschaffung von Gölsdorf-Konstruktionen ab und entwickelte in Zusammenarbeit mit der Lokomotivfabrik der Staatseisenbahngesellschaft (StEG) in Wien eine eigene Konstruktionslinie, die sich vor allem durch Einfachheit in der Gestaltung und Zweckmäßigkeit im Aufbau auszeichnete. Maschinendirektor Prossy ließ nach den sehr guten Betriebsergebnissen der auf diese Art entstandenen Schnellzugslok Baureihe 109 daher auch eine Gebirgsschnellzugslok nach gleichen Grundsätzen konstruieren. Bis zur Fertigstellung dieser als Reihe 580 bezeichneten 1´E h2-Bauart mussten zur Deckung des Bedarfs allerdings noch drei Exemplare der Gölsdorf´schen kkStB 280 mit Vierzylinder-Verbundtriebwerk bestellt werden.
Die Südbahn stellte zwischen 1912 und 1917 insgesamt 27 Exemplare in Dienst, entgegen den ursprünglichen Planungen kamen die ersten Maschinen am Semmering statt wie geplant am Brenner zum Einsatz. Die erste Serie wurde zu gleichen Teilen auf die Heizhäuser Mürzzuschlag und Innsbruck aufgeteilt und bewährten sich auf Anhieb. Sie fuhren neben der Brennerbahn auch auf der Pustertalbahn, wo sie die auf Vorspann angewiesenen Baureihen 9 und 109 ablösten. Vier weitere Lokomotiven wurden 1917 bestellt, aber erst 1920 ausgeliefert. 1922 beschaffte die BBÖ noch weitere sechs Lokomotiven, sodass insgesamt 37 Lokomotiven gebaut wurden, von denen aber infolge der Aufteilung nach dem Ersten Weltkrieg nur 27 Exemplare mit ihren alten Nummern in Österreich verblieben.
Zehn Maschinen kamen nach Italien und wurden von den FS als Reihe 482 bezeichnet. Fünf Maschinen kamen nach Jugoslawien und bildeten dort die Reihe 145 der JDŽ.
Die Lokomotiven wurden in Österreich nach dem Krieg auch auf anderen Strecken eingesetzt, so auf der Südrampe der Tauernbahn und der Arlbergbahn. 1939 wurden alle 27 Lokomotiven in die DR eingegliedert und erhielten die Bezeichnung 58.9 (901–927). Laut Literatur konnten sich die Maschinen auch gegen die 30 Jahre jüngeren Kriegsloks Baureihe 52 noch gut behaupten. 1953 wurden 23 Loks zur ÖBB-Reihe 258 umgezeichnet, behielten jedoch die letzten drei Stellen der Nummer (901–907, 909–911, 913–918, 920–926). Sie waren bei den Heizhäusern Villach, Mürzzuschlag, Lienz und Bruck an der Mur eingesetzt.

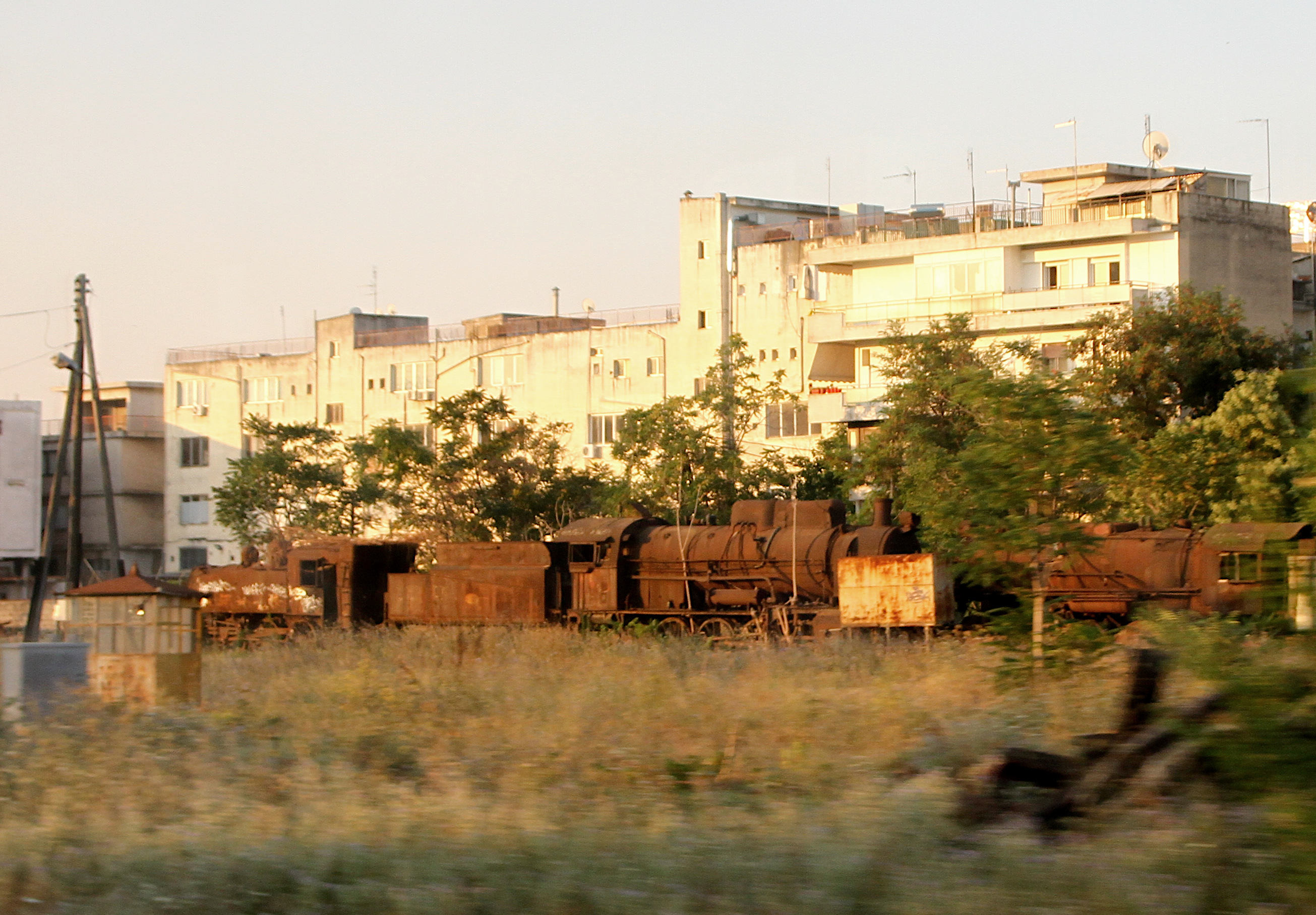
Griechische Maschine in Thessaloniki (2015)

Zwischen 1956 und 1959 waren insgesamt 13 Lokomotiven an die Griechische Staatsbahn (SEK) verliehen, die nach ihrer Rückkehr nicht mehr in Betrieb genommen wurden. Die SEK hatte bereits 1926 insgesamt vierzig Lokomotiven dieser Bauart (10 Stück bei der Lokomotivfabrik der StEG, 30 Stück bei Škoda in Pilsen) beschafft und als Baureihe Λα in Dienst genommen, die auf der schwierigen Hauptstrecke zwischen Piräus und Thessaloniki alle wichtigen Zugleistungen erbrachten, darunter auch der Simplon-Orient-Express.
Da die wichtigen österreichischen Bergstrecken bereits elektrifiziert waren und sich Alterserscheinungen einstellten, wurden die Lokomotiven bereits ab 1953 ausgemustert, letztes Einsatzgebiet war die Pustertalbahn. 1964 wurde die 258.902 (ehemals 580.03) als letzte ihrer Reihe ausgeschieden und für das Eisenbahnmuseum reserviert. Sie ist heute wieder mit ihrer Südbahn-Nummer 580.03 im Eisenbahnmuseum Strasshof ausgestellt. Eine der für Griechenland gebauten Maschinen, OSE Λα 905 (StEG 4615/1925), ist noch in Thessaloniki vorhanden.